# Limnephilus extricatus
Limnephilus extricatus är en nattsländeart som beskrevs av Robert Mclachlan 1865. Limnephilus extricatus ingår i släktet Limnephilus och familjen husmasknattsländor. Arten är reproducerande i Sverige. Utöver nominatformen finns också underarten L. e. sibiricus.